# Consistoire Oran

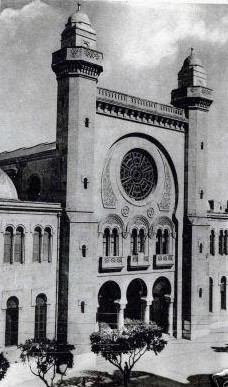
Die Große Synagoge von Oran, in eine Moschee umgewandelt

Das Consistoire Oran, mit Sitz in der algerischen Stadt Oran, wurde 1845 als ein Consistoire provincial, das dem Consistoire central algérien in Algier unterstellt wurde, geschaffen. Für das französische Kolonialgebiet Algerien wurde damit, wie bereits seit 1808 für das französische Festland (siehe Consistoire central israélite) die jüdische Konfession organisiert. 

## Geschichte
Dem Consistoire central algérien unterstand ebenso das gleichzeitig geschaffene Consistoire Constantine. Im Jahr 1867 wurden diese drei algerischen Konsistorien (Algier, Constantine und Oran) dem französischen Mutterland angeschlossen, d. h. wie alle regionalen Konsistorien dem Consistoire central israélite unterstellt. 

## Aufgaben
Die Konsistorien, die einen halbstaatlichen Status erhielten, sollten nach protestantischem Vorbild die inneren Angelegenheiten der jüdischen Glaubensgemeinschaft regeln. Das Konsistorium hatte den Kultus zu verwalten, die Juden zur Ausübung nützlicher Berufe anzuhalten und den Behörden die jüdischen Rekruten zu benennen.
In der dreigliedrigen hierarchischen Struktur stand oben das Consistoire central israélite (Zentrale Konsistorium) in Paris, dem die regionalen Konsistorien (Consistoires régionaux) unterstanden, und diesen waren die einzelnen jüdischen Gemeinden (communautés juives) untergeordnet. Die Konsistorien hatten die Aufgabe, die Religionsausübung innerhalb der staatlichen Gesetze zu überwachen und die Steuern festzulegen und einzuziehen, damit die Organe der jüdischen Konfession ihre Ausgaben bestreiten konnten.
Mit dem 1905 in Kraft getretenen Gesetz zur Trennung von Kirche und Staat endete die Zeit der Konsistorien. Die jüdischen Gemeinden mussten sich nun als Vereinigungen (associations) konstituieren und ohne staatliche Zuwendungen auskommen.

## Mitglieder
Jedes regionale Konsistorium besaß einen Großrabbiner und vier Laienmitglieder, die von den jüdischen Notabeln der angeschlossenen Gemeinden gewählt wurden.

## Jüdische Gemeinden
Das Consistoire Oran hatte im Jahr 1855 ungefähr 6.000 Mitglieder. 1875 waren es bereits 18.000 und folgende Gemeinden gehörten dem Konsistorium an: 
- Jüdische Gemeinde Oran
- Jüdische Gemeinde Ain-El-Arab
- Jüdische Gemeinde Ain Temouchent
- Jüdische Gemeinde Frendah
- Jüdische Gemeinde Géryville (heute El Bayadh)
- Jüdische Gemeinde Maghnia
- Jüdische Gemeinde Mascara (heute Muaskar)
- Jüdische Gemeinde Mostaganem
- Jüdische Gemeinde Nedromah
- Jüdische Gemeinde Nemours (heute Ghazaouet)
- Jüdische Gemeinde Relizane
- Jüdische Gemeinde Saida
- Jüdische Gemeinde Saint-Denis-du-Sig (heute Sig)
- Jüdische Gemeinde Sidi Bel-Abbès
- Jüdische Gemeinde Tiaret
- Jüdische Gemeinde Tlemcen